# Souillac, Lot

Souillac este o comună în departamentul Lot din sudul Franței. În 2009 avea o populație de 3.864 de locuitori.

## Evoluția populației
| An        | 1975  | 1982  | 1990  | 1999  | 2006  | 2009  |
| --------- | ----- | ----- | ----- | ----- | ----- | ----- |
| Populație | 3.845 | 3.570 | 3.459 | 3.671 | 3.970 | 3.864 |